# L'anima vola
L'anima vola is het achtste album van de Italiaanse singer-songwriter Elisa, uitgebracht in 2013.

## Achtergrondinformatie
L'anima vola is Elisa's eerste volledig Italiaanstalige album; de nummers op haar vorige albums werden allemaal in het Engels gezongen, behalve enkele Italiaanstalige nummers. Ze produceerde het album zelf en schreef (mee aan) alle nummers, behalve A modo tuo, dat geschreven werd door de zanger Ligabue. Het album bevat buiten de solonummers ook een duet met Tiziano Ferro. Het nummer Ancora qui, dat Elisa samen met de beroemde componist Ennio Morricone schreef, maakt ook deel uit van de soundtrack van Django Unchained, een film door Quentin Tarantino.

## Nummers
| Nr. | Titel                                          | Tekst              | Muziek                     | Producer                          | Arrangement                                 | Duur |
| --- | ---------------------------------------------- | ------------------ | -------------------------- | --------------------------------- | ------------------------------------------- | ---- |
| 1.  | Lontano da qui                                 | Elisa Toffoli      | Elisa Toffoli              | Elisa Toffoli                     | Elisa Toffoli • Andrea Guerra               | 4:21 |
| 2.  | Pagina bianca                                  | Toffoli            | Toffoli                    | Toffoli                           | Toffoli                                     | 3:49 |
| 3.  | Un filo di seta negli abissi                   | Toffoli            | Toffoli                    | Andrea Rigonat • Christian Rigano | Andrea Rigonat • Christian Rigano • Toffoli | 3:37 |
| 4.  | L'anima vola                                   | Toffoli            | Toffoli                    | Toffoli                           | Toffoli                                     | 4:03 |
| 5.  | Maledetto labirinto                            | Toffoli            | Toffoli                    | Toffoli                           | Toffoli                                     | 5:28 |
| 6.  | E scopro cos'è la felicità (met Tiziano Ferro) | Tiziano Ferro      | Toffoli • Christian Rigano | Toffoli                           | Toffoli                                     | 4:43 |
| 7.  | A modo tuo                                     | Luciano Ligabue    | Luciano Ligabue            | Toffoli                           | Toffoli                                     | 5:20 |
| 8.  | Specchio riflesso                              | Toffoli            | Toffoli                    | Rigonat • Davide Rossi            | Rigonat • Davide Rossi                      | 4:08 |
| 9.  | Ancora qui                                     | Toffoli            | Ennio Morricone            | Toffoli                           | Toffoli                                     | 4:56 |
| 10. | Non fa niente ormai                            | Toffoli            | Toffoli                    | Toffoli                           | Toffoli                                     | 4:58 |
| 11. | Ecco che                                       | Giuliano Sangiorgi | Toffoli                    | Rigonat • Rigano                  | Rigonat • Rigano                            | 3:53 |

Luxe-editie
| Nr. | Titel                                                | Tekst                                                        | Muziek  | Producer | Arrangement | Duur |
| --- | ---------------------------------------------------- | ------------------------------------------------------------ | ------- | -------- | ----------- | ---- |
| 12. | Pagina bianca (radioversie)                          | Toffoli                                                      | Toffoli | Toffoli  | Toffoli     | 3:51 |
| 13. | Bridge over Troubled Water (Simon & Garfunkel-cover) | Paul Simon                                                   |         |          |             | 4:55 |
| 14. | One (U2-cover)                                       | Paul Hewson • David Evans • Adam Clayton • Larry Mullen, Jr. |         |          |             | 5:48 |
| 15. | L'anima vola (Gabry Ponte-remix)                     | Toffoli                                                      | Toffoli |          |             | 4:42 |
| 16. | L'anima vola (Big Fish-remix)                        | Toffoli                                                      | Toffoli |          |             | 3:38 |
| 17. | L'anima vola (So Not-remix)                          | Toffoli                                                      | Toffoli |          |             | 5:17 |

## Muzikanten
- Zang: Elisa Toffoli
- Gitaar (akoestisch & elektrisch): Andrea Rigonat, Elisa Toffoli
- Basgitaar (elektrisch): Sean Hurley, Elisa Toffoli (Ancora qui)
- Piano: Christian Rigano, Elisa Toffoli
- Keyboard: Christian Rigano, Elisa Toffoli
- Hammondorgel: Christian Rigano
- Harmonium: Christian Rigano
- Fender Rhodes: Christian Rigano
- Drumstel: Victor Indrizzo
- Pauken: Victor Indrizzo
- Slagwerk: Victor Indrizzo, Elisa Toffoli
- Viool (akoestisch & elektrisch): Davide Rossi

## Hitlijsten
Het album stond dertig weken bovenaan in de Italiaanse hitlijsten.
Singles
- Ancora qui (2013)
- L'anima vola (2013) - #1 (Italië)
- Ecco che (2013)
- Un filo di seta negli abissi (2014)
- Pagina bianca (2014)

## Videoclips
- L'anima vola (2013) - Regisseur: Latino Pellegrini & Mauro Simionato
- Ecco che (2013) - Regisseur: Giovanni Veronesi
- Un filo di seta negli abissi (2014) - Regisseur: Latino Pellegrini
- Pagina bianca (2014) - Regisseur: Victor Indrizzo